# Rocznik Sędziwoja
Rocznik Sędziwoja – rocznik znany z rękopisu z połowy XV wieku, który należał do Sędziwoja z Czechła. Jest zaliczany do tzw. roczników małopolskich. Sądzi się, że wypisano go z jakiegoś większego tekstu, dodając cztery zapiski z lat 1331-1360.